# Япония на летних Олимпийских играх 1960
На Летних Олимпийских играх 1960 года Япония была представлена 162 спортсменами (142 мужчин, 20 женщин), выступавшими в 17 видах спорта. Они завоевали 4 золотых, 7 серебряных и 7 бронзовых медали, что вывело команду на 8-е место в неофициальном командном зачёте.

## Медалисты
| Медаль  | Спортсмен                                                                       | Вид спорта            | Дисциплина                                        |
| ------- | ------------------------------------------------------------------------------- | --------------------- | ------------------------------------------------- |
| Золото  | Такаси Оно Сюдзи Цуруми Масао Такэмото Юкио Эндо Нобуюки Аихара Такаси Мицукури | Спортивная гимнастика | Мужчины, командное первенство                     |
| Золото  | Нобуюки Аихара                                                                  | Спортивная гимнастика | Мужчины, вольные упражнения                       |
| Золото  | Такаси Оно                                                                      | Спортивная гимнастика | Мужчины, опорный прыжок                           |
| Золото  | Такаси Оно                                                                      | Спортивная гимнастика | Мужчины, перекладина                              |
| Серебро | Такаси Оно                                                                      | Спортивная гимнастика | Мужчины, многоборье                               |
| Серебро | Масао Такэмото                                                                  | Спортивная гимнастика | Мужчины, перекладина                              |
| Серебро | Цуёси Яманака                                                                   | Плавание              | Мужчины, 400 м вольным стилем                     |
| Серебро | Ёсихико Осаки                                                                   | Плавание              | Мужчины, 200 м брассом                            |
| Серебро | Макото Фукуи Хироси Исии Цуёси Яманака Тацуо Фудзимото                          | Плавание              | Мужчины, эстафета 4 x 200 м вольным стилем        |
| Серебро | Масаюки Мацубара                                                                | Борьба                | Мужчины, вольная борьба, до 52 кг                 |
| Серебро | Ёсинобу Миякэ                                                                   | Тяжёлая атлетика      | Мужчины, до 56 кг                                 |
| Бронза  | Такаси Оно                                                                      | Спортивная гимнастика | Мужчины, брусья                                   |
| Бронза  | Такаси Оно                                                                      | Спортивная гимнастика | Мужчины, кольца                                   |
| Бронза  | Сюдзи Цуруми                                                                    | Спортивная гимнастика | Мужчины, упражнения на коне                       |
| Бронза  | Кадзуо Томита Коити Хиракида Ёсихико Осаки Кэйго Симидзу                        | Плавание              | Мужчины, эстафета 4 x 100 м комплексным плаванием |
| Бронза  | Сатоко Танака                                                                   | Плавание              | Женщины, 100 м на спине                           |
| Бронза  | Киёси Танабэ                                                                    | Бокс                  | Мужчины, до 51 кг                                 |
| Бронза  | Ёсихиса Ёсикава                                                                 | Стрельба              | Мужчины, произвольный пистолет на 50 м            |

## Состав олимпийской сборной Японии

### Гимнастика

#### Спортивная гимнастика
Спортсменов — 6
Женщины
| Спортсмены                                                                           | Снаряд                | Квалификация | Квалификация | Финал     | Финал     |
| Спортсмены                                                                           | Снаряд                | Очки         | Место        | Очки      | Место     |
| ------------------------------------------------------------------------------------ | --------------------- | ------------ | ------------ | --------- | --------- |
| Гинко Абукава-Тиба                                                                   | абсолютное первенство |              |              | 72,331    | 43        |
| Гинко Абукава-Тиба                                                                   | вольные упражнения    | 18,466       | 42           | Не прошла | Не прошла |
| Гинко Абукава-Тиба                                                                   | опорный прыжок        | 18,233       | 22           | Не прошла | Не прошла |
| Гинко Абукава-Тиба                                                                   | разновысокие брусья   | 18,466       | 37           | Не прошла | Не прошла |
| Гинко Абукава-Тиба                                                                   | бревно                | 17,166       | 64           | Не прошла | Не прошла |
| Гинко Абукава-Тиба Кэйко Танака Киёко Оно Кимико Цукада Тосико Сирасу Кадзуко Согабэ | командное первенство  |              |              | 371,422   | 4         |